# Gabriella Baumann-von Arx
Gabriella Baumann-von Arx (* 4. März 1961 in Obererlinsbach) ist eine Schweizer Autorin und Verlegerin.

## Leben
Gabriella Baumann-von Arx wuchs im Kanton Aargau in Erlinsbach  und Lenzburg auf. Sie arbeitete als Arztgehilfin und Flugbegleiterin, bevor sie sich dem Schreiben widmete. 
Nach der Geburt ihrer beiden Kinder begann sie für die Annabelle zu schreiben, später für die SonntagsZeitung und Wir Eltern. Ihre Kolumnen, die sie zusammen mit ihrem Mann für die Zeitschrift Schweizer Familie schrieb, erschienen im Jahr 2000 in Buchform. Kurz darauf folgten die Bücher über Nella Martinetti und Evelyne Binsack. Mit dem ersten Buch über Lotti Latrous (Lotti, La Blanche) schaffte sie es auf Platz 1 der Schweizer Bestsellerliste.
Nachdem der Werd Verlag das Nachfolgebuch ablehnte, gründete Baumann-von Arx den Wörterseh Verlag. Madame Lotti erschien im Dezember 2004. Im Januar 2005 wurde Lotti Latrous zur Schweizerin des Jahres 2004 gewählt.
Gabriella Baumann-von Arx ist mit Frank Baumann verheiratet, lebt in Lachen SZ und Vals GR und hat zwei Kinder.

## Werke
- Lotti Latrous: Bangen und Hoffen im Slum von Abidjan. Wörterseh, Gockhausen 2007, ISBN 978-3-9523213-5-5.
- Ein Mann weint nicht: Die Geschichte des Junior B. Manizao. Wörterseh, Gockhausen 2006, ISBN 978-3-033-00851-9.
- Solo: Der Alleingänger Ueli Steck: Eine Nahaufnahme. Wörterseh, Gockhausen 2006, ISBN 978-3-033-00636-2.
- Madame Lotti: Im Slum von Abidjan zählt nur die Liebe. Wörterseh, Gockhausen 2004, ISBN 3-03-300245-5.
- Schräge Vögel: Einblick bei Karl’s Kühne Gassenschau. Tobler, Altstätten 2003, ISBN 3-85612-150-1.
- Lotti, La Blanche: Eine Schweizerin in den Elendsvierteln von Abidjan. Werd, Zürich 2003, ISBN 3-85932-461-6.
- Schritte an der Grenze: Die erste Schweizerin auf dem Mount Everest – Evelyne Binsack. Werd, Zürich 2002, ISBN 3-85932-414-4.
- Nella Martinetti: Fertig lustig Zytglogge, Gümligen 2000, ISBN 3-7296-0609-3.
- Gabriella und Frank Baumann: Bei Baumanns: Aus dem Epizentrum einer ganz normalen Schweizer Familie. Zytglogge, Gümligen 2000, ISBN 3-7296-0600-X.